# Saint-Geoire-en-Valdaine
Saint-Geoire-en-Valdaine és un municipi francès situat al departament de la Isèra i a la regió d'Alvèrnia-Roine-Alps. L'any 2007 tenia 2.310 habitants.

## Demografia

### Població
El 2007 la població de fet de Saint-Geoire-en-Valdaine era de 2.310 persones. Hi havia 815 famílies de les quals 192 eren unipersonals (78 homes vivint sols i 114 dones vivint soles), 243 parelles sense fills, 329 parelles amb fills i 51 famílies monoparentals amb fills.
La població ha evolucionat segons el següent gràfic:
Habitants censats

### Habitatges
El 2007 hi havia 977 habitatges, 826 eren l'habitatge principal de la família, 84 eren segones residències i 68 estaven desocupats. 762 eren cases i 191 eren apartaments. Dels 826 habitatges principals, 579 estaven ocupats pels seus propietaris, 226 estaven llogats i ocupats pels llogaters i 22 estaven cedits a títol gratuït; 16 tenien una cambra, 47 en tenien dues, 116 en tenien tres, 222 en tenien quatre i 426 en tenien cinc o més. 611 habitatges disposaven pel capbaix d'una plaça de pàrquing. A 317 habitatges hi havia un automòbil i a 442 n'hi havia dos o més.

### Piràmide de població
La piràmide de població per edats i sexe el 2009 era:
| Homes | Edats   | Dones |
| ----- | ------- | ----- |
| 0     | 95 o +  | 20    |
| 0     | 90 a 94 | 16    |
| 32    | 85 a 89 | 48    |
| 8     | 80 a 84 | 36    |
| 40    | 75 a 79 | 56    |
| 72    | 70 a 74 | 60    |
| 12    | 65 a 69 | 32    |
| 36    | 60 a 64 | 32    |
| 64    | 55 a 59 | 20    |
| 80    | 50 a 54 | 84    |
| 68    | 45 a 49 | 56    |
| 84    | 40 a 44 | 56    |
| 44    | 35 a 39 | 56    |
| 88    | 30 a 34 | 60    |
| 76    | 25 a 29 | 60    |
| 96    | 20 a 24 | 48    |
| 92    | 15 a 19 | 36    |
| 48    | 10 a 14 | 80    |
| 68    | 5 a 9   | 44    |
| 48    | 0 a 4   | 36    |

## Economia
El 2007 la població en edat de treballar era de 1.420 persones, 1.067 eren actives i 353 eren inactives. De les 1.067 persones actives 987 estaven ocupades (549 homes i 438 dones) i 79 estaven aturades (42 homes i 37 dones). De les 353 persones inactives 107 estaven jubilades, 85 estaven estudiant i 161 estaven classificades com a «altres inactius».

### Ingressos
El 2009 a Saint-Geoire-en-Valdaine hi havia 833 unitats fiscals que integraven 2.124,5 persones, la mediana anual d'ingressos fiscals per persona era de 18.728 €.

### Activitats econòmiques
Dels 123 establiments que hi havia el 2007, 5 eren d'empreses alimentàries, 1 d'una empresa de fabricació de material elèctric, 12 d'empreses de fabricació d'altres productes industrials, 14 d'empreses de construcció, 23 d'empreses de comerç i reparació d'automòbils, 3 d'empreses de transport, 5 d'empreses d'hostatgeria i restauració, 3 d'empreses d'informació i comunicació, 8 d'empreses financeres, 5 d'empreses immobiliàries, 17 d'empreses de serveis, 19 d'entitats de l'administració pública i 8 d'empreses classificades com a «altres activitats de serveis».
Dels 30 establiments de servei als particulars que hi havia el 2009, 1 era una oficina d'administració d'Hisenda pública, 1 gendarmeria, 1 oficina de correu, 3 oficines bancàries, 2 funeràries, 3 tallers de reparació d'automòbils i de material agrícola, 3 paletes, 2 guixaires pintors, 3 fusteries, 2 lampisteries, 3 perruqueries, 3 restaurants i 3 agències immobiliàries.
Dels 9 establiments comercials que hi havia el 2009, 1 era un supermercat, 2 botiges de menys de 120 m², 2 fleques, 2 carnisseries, 1 un drogueria i 1 una floristeria.
L'any 2000 a Saint-Geoire-en-Valdaine hi havia 28 explotacions agrícoles que ocupaven un total de 560 hectàrees.

## Equipaments sanitaris i escolars
El 2009 hi havia 1 hospital de tractaments de curta durada, 1 hospital de tractaments de mitja durada (seguiment i rehabilitació), 1 un hospital de tractaments de llarga durada i 1 farmàcia.
El 2009 hi havia 1 escola maternal i 2 escoles elementals.

## Poblacions més properes
El següent diagrama mostra les poblacions més properes.